# El Dorado (Arkansas)
El Dorado település az Amerikai Egyesült Államok Arkansas államában, Union megyében, melynek megyeszékhelye is. Lakosainak száma 17 756 fő (2020. április 1.).

## Népesség
A település népességének változása:

| 2010 | 18 884 |
| 2020 | 17 756 |